# أحمس الأول
أحمس الأول، (تعنى ولد من ياه) كان ملكًا من ملوك من مصر القديمة ومؤسس الأسرة الثامنة عشرة، وكان عضوًا في العائلة المالكة لطيبة، ابن الملك سقنن رع وشقيق الملك الأخير من الأسرة السابعة عشر، الملك كامس. في عهد والده أو جده، تمردت طيبة ضد الهكسوس، حكام مصر السفلى. عندما كان في السابعة من عمره قتل والده، وفي حوالي عشرة عندما توفي شقيقه لأسباب غير معروفة، ولم يحكم سوى لثلاث سنوات فقط. تولى أحمس الأول العرش بعد وفاة أخيه، وبعد توليه أصبح يعرف باسم نب-بتي-رع (سيد القوة رع). أحمس اسم ثيوفوري مزيج من مقطع لفظي 'آه' وشكل الجمع بين '-موسى'. مقطع 'آه' يشير إلى ياه.
انهي خلال فترة حكمه على غزو الهكسوس وطردهم من منطقة الدلتا، واستعادت طيبة سيادتها على جميع أنحاء مصر وأراضيها خاضعة لها سابقًا من النوبة وكنعان. اعاد تنظيم إدارة البلاد وفتحت المحاجر والمناجم وطرق جديدة للتجارة، وبدأت مشاريع البناء الضخمة من النوع الذي لم يجر منذ ذلك الوقت من عصر الدولة الوسطى. وضع عهد أحمس الأسس لعصر الدولة الحديثة، والتي بموجبها وصلت الدولة المصرية ذروتها. 

## العائلة
ينحدر أحمس من الأسرة السابعة عشر بطيبة. جده سقنن رع تاعا، وجدته تتي شري، كان لديهم من الأبناء ما يتجاوز الأثنى عشر، بمن فيهم سقنن رع وإياح حتب. تزوج الأخ والأخت وفقًا لتقاليد الملكات في مصر القديمة، أنجبا أحمس الأول وكامس والكثير من الإناث. تبع أحمس تقاليد والده وتزوج العديد من أخواته، وجعل أخته أحمس-نفرتاري زوجته الرئيسية. أنجبا العديد من الأبناء بمن فيهم من الإناث أحمس ميرت آمون وأحمس سيت آمونومن الذكور سي آمون وأمنحتب الأول وأحمس عنخ ورع موس وقد يكونوا أيضًا أبًا لموتون فرت التي تزوجت من تحتمس الأول. على ما يبدو أن أحمس عنخ كان ولي عهد أحمس الأول، لكنه توفي ما بين العام 17 و22 من حكم أحمس. تبع أحمس الأول في الحكم ابنه الأكبر المتبقي على قيد الحياة أمنحتب الأول.
لم يكن هناك خط فاصل واضح بين الأسرة السابعة عشر والأسرة الثامنة عشر. كتب المؤرج مانيتون لاحقًا خلال عهد البطالمة، معتبرًا طرد الهكسوس النهائي بعد ما يقرب من القرن لتواجدهم واستعادة الحكم المصري على كامل أنحاء البلاد كان حدثًا كبيرًا بما يكفي لتبرير بداية أسرة جديدة.

## الحملات العسكرية

### طرد الهكسوس
كان الملك سقنن رع أول من بدأ بمهاجمة الهكسوس لمحاربتهم وخروجهم من مصر وقتل في إحدى معاركه مع الهكسوس، ثم استكمل ولده كامس الحرب حتى طهر الصعيد من الهكسوس ثم أحمس طرد الهكسوس خارج البلاد.
جرى احمس بجيوشه عندما كان عمره حوالي 19 سنة واستخدم بعض الأسلحة الحديثة مثل العجلات الحربية وانضم إلى الجيش كثير من شعب طيبة وذهب هو وجيوشه إلى أواريس (صان الحجرحاليا) عاصمة الهكسوس وهزمهم هناك ثم لاحقهم إلى فلسطين وحاصرهم في حصن شاروهين وفتت شملهم هناك حتى استسلموا ولم يظهر الهكسوس بعدها في التاريخ، كانت هذه المعركة حوالي عام 1580 ق.م.

## فترة حكمه

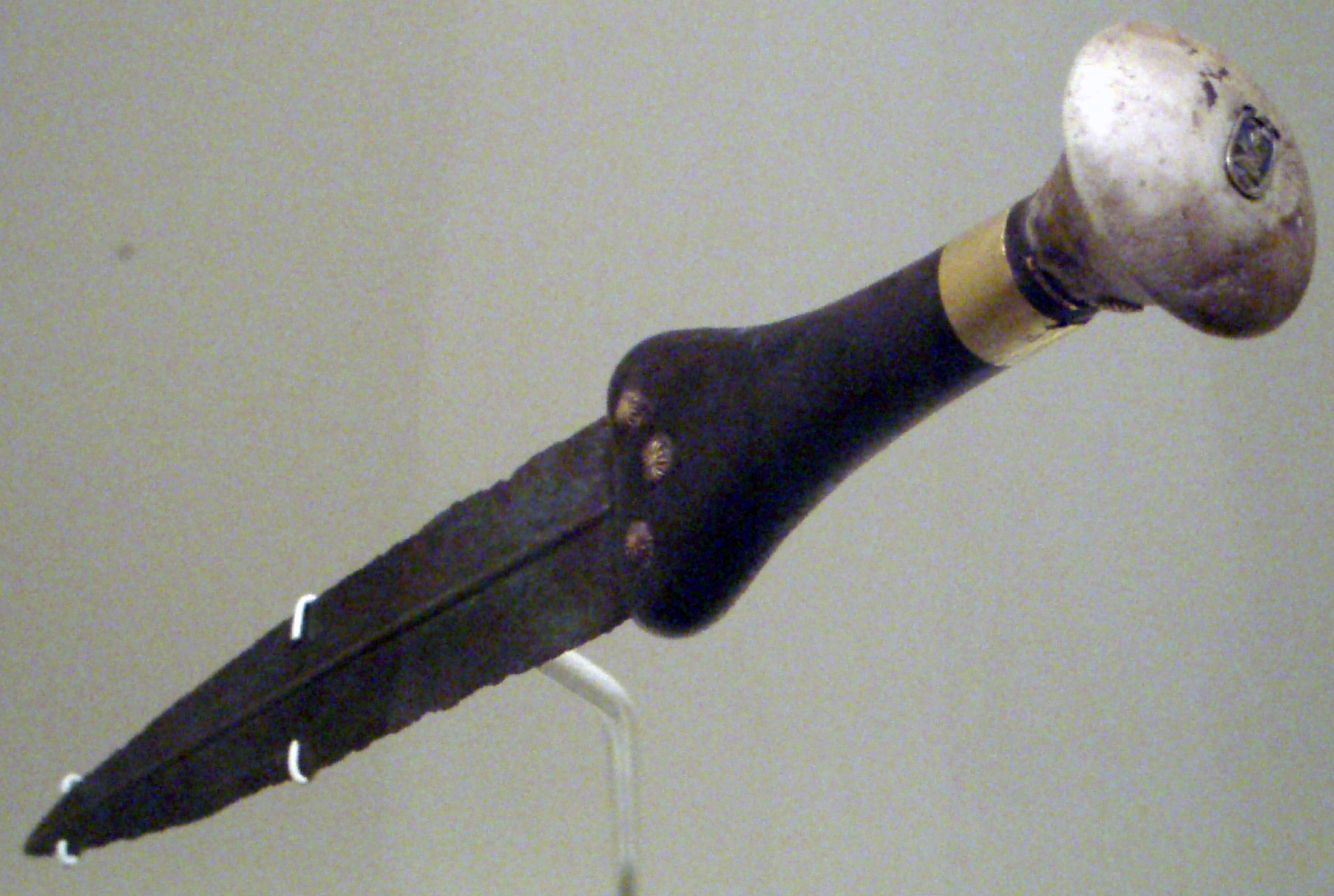
خنجر من البرونز لأحمس الأول

قام الملك احمس بتطوير الجيش المصري فكان أول من ادخل عليه العجلات الحربية «والتي كان يستخدمها الهكسوس وهي سبب تغلب الهكسوس على مصر» وكان يجرها الخيول وطور كذلك من الأسلحة الحربية باستخدام النبال المزودة بقطعة حديد على الأسهم ثم بدأ بمحاربة الهكسوس بدءا من صعيد مصر والتف حوله الشعب فقام بتدريبهم بكفاءة حتى أصبحوا محاربين اقوياء ومهرة وظل يحارب الهكسوس من صعيد مصر حتى وصل إلى عاصمة مصر آنذاك التي اقامها الهكسوس بجوار مدينة الزقازيق الحالية وظل يحاربهم حتى فروا إلى شمال الدلتا وهو خلفهم فسيناء ثم إلى فلسطين ولم يرجع احمس إلا أن اطمئن على حدود مصر الشرقية انها امنه منهم ومن هجماتهم بعد القضاء عليهم
بعد طرد الهكسوس وصل أحمس بجيشه إلى بلاد فينيقيا، كما هاجم بلاد النوبة لاستردادها مرة أخرى إلى المملكة المصرية التي وصلت حدودها جنوبا إلى الشلال الثاني، وصورت حملات احمس في مقبرة اثنين من جنوده هما أحمس بن إبانا وأحمس بن نخبت
وبعد انتهاء احمس من حروبه لطرد الأعداء وتأمينه لحدود مصر وجه اهتمامه إلى الشئون الداخلية التي كانت متهدمة خلال فترة احتلال الهكسوس، فأصلح نظام الضرائب وأعد فتح الطرق التجارية وأصلح القنوات المائية ونظام الرى.
كما قام بإعادة بناء المعابد التي تحطمت واتخذ من طيبة عاصمة له، وكان آمون هو المعبود الرسمي في عصره. واستمر حكم أحمس مدة ربع قرن وتوفى وعمره تقريبا 35 عاما.
بعد طرد أحمس للهكسوس من مصر عاد إلى البلاد عام 1571 واتجه للإصلاح الداخلي مما جعل المؤرخون يعدونه مؤسس الدولة الحديثة .

## مومياؤه
يعتقد أن لأحمس مقبرتان أحدهما في أبيدوس وتتكون من معبد منحدر ومقبرة جنائزية وبقايا هرم اكتشفت عام 1899، وعُرف أنه هرمه عام 1902 ومعبد للهرم والأخرى في طيبة وقد تعرضت للنهب بواسطة اللصوص. وقد اكتشفت مومياؤه عام 1881 في خبيئة الدير البحرى مع مومياوات بعض من ملوك الأسر الثامنة عشر والتاسعة عشر والواحد والعشرون، وتم التعرف على مومياؤه في 9 يونيه عام 1886 بواسطة جاستون ماسبيرو، وكان طول المومياء1.63 سم ولها وجه صغير نسبيا بالقياس مع حجم للصدر.